# Вашингтон (Вирџинија)
Вашингтон (енгл. Washington) град је у америчкој савезној држави Вирџинија. По попису становништва из 2010. у њему је живело 135 становника.

## Демографија
Према попису становништва из 2010. у граду је живело 135 становника, што је 48 (26,2%) становника мање него 2000. године.
| Група             | 2000.       | 2010.       |
| Белци             | 150 (82,0%) | 121 (89,6%) |
| Афроамериканци    | 20 (10,9%)  | 8 (5,9%)    |
| Азијати           | 4 (2,2%)    | 2 (1,5%)    |
| Хиспаноамериканци | 7 (3,8%)    | 2 (1,5%)    |
| Укупно            | 183         | 135         |